# 1915 w nauce

## Nauki przyrodnicze i ścisłe

### Matematyka
- udowodnienie twierdzenia Hartogsa (w teorii mnogości)

## Nagrody Nobla
- Fizyka – William Henry Bragg i William Lawrence Bragg
- Chemia – Richard Martin Willstätter
- Medycyna – nie przyznano